# Comunità montana Mugello
La Comunità montana Mugello è stato un comprensorio parte del territorio toscano.

## Storia
La nascita della Comunità montana Mugello (poi Unione Montana dei Comuni del Mugello) risale al Novembre 1999 in contemporanea alla Comunità montana Montagna Fiorentina. La nascita è dovuta alla contemporanea soppressione della Comunità Montana Mugello-Alto Mugello-Val di Sieve i cui comuni sono confluiti nelle due comunità citate. 
Dicomano, appartenente in un primo tempo alla Comunità montana Montagna Fiorentina,  a fine 2008 decide di aderire alla Comunità Montana Mugello.
Sarà sostituita nel 2011 dalla Unione montana dei comuni del Mugello con gli stessi Comuni.

## Elenco dei comuni
I comuni appartenenti alla Comunità Montana Mugello sono stati i seguenti:
- Barberino di Mugello
- Borgo San Lorenzo
- Dicomano
- Firenzuola
- Marradi
- Palazzuolo sul Senio
- Scarperia e San Piero
- Vicchio

Il comune di Dicomano, da sempre facente parte geograficamente della Valdisieve, a settembre 2008 ha chiesto alla Regione Toscana di uscire dalla Comunità montana Montagna Fiorentina per aderire alla Comunità Montana Mugello.